# Mülsen
Mülsen är en kommun och ort i Landkreis Zwickau i förbundslandet Sachsen i Tyskland. Kommunen har cirka 11 000 invånare.